# Edgar Salli
Edgar Nicaise Constant Salli (* 17. August 1992 in Garoua) ist ein kamerunischer ehemaliger Fußballspieler, der auf der Position des Linksaußen oder des Rechtsaußen spielte. Als Nationalspieler Kameruns wurde er 2017 Afrikameister.

## Karriere

### Im Vereinsfußball
Salli stand ab 2011 bei der AS Monaco unter Vertrag und wurde für die Saison 2013/14 an den RC Lens ausgeliehen. Zur Saison 2014/15 wechselte er auf Leihbasis zum portugiesischen Club Académica de Coimbra. Nachdem er zuletzt an den FC St. Gallen ausgeliehen war, wechselte er im Sommer 2016  in die 2. Bundesliga zum 1. FC Nürnberg. Dort läuft er mit der Rückennummer 7 auf. Dort erzielte er am 5. Spieltag bei der 4:5-Niederlage beim VfL Bochum seine ersten beiden Pflichtspieltore. Mit dem 1. FC Nürnberg wurde er Vizemeister der 2. Bundesliga 2018 und stieg somit in die Bundesliga auf. In der Bundesligasaison 2018/19 spielte er keine Rolle mehr und brachte es am Ende nur auf drei Kurzeinsätze. Sein auslaufender Vertrag wurde im Juli 2019 nicht verlängert. Er schloss sich im Juli 2019 dem rumänischen Erstligisten Sepsi OSK Sfântu Gheorghe an. Salli wurde nur gelegentlich eingesetzt, entwickelte sich aber bei Olympiakos Nikosia seit 2020 zu einer konstanten Größe.

### In der Nationalmannschaft
Edgar Salli durchlief die Nachwuchsmannschaften des kamerunischen Fußballverbands. Er spielte unter anderem in der U20 Kameruns und schoss dort in neun Spielen drei Tore. Inzwischen ist er auch in der Nationalmannschaft seines Heimatlandes ein wichtiger Spieler. Seit seinem Debüt, das er 2011 bei einem 1-1 gegen die Nationalmannschaft Äquatorialguineas gab, hat er inzwischen 36 Spiele für Kamerun bestritten und dabei fünf Tore erzielt. Sein erstes Tor für Kamerun erzielte er bei einem Freundschaftsspiel gegen die Auswahl von Moldawien am 7. Juni 2014. 2017 wurde er mit Kamerun Afrikameister. Dies stellt den bislang größten Erfolg seiner Karriere dar. Salli trägt in der Nationalmannschaft die Rückennummer 11.

## Titel und Erfolge
1. FC Nürnberg
- Aufstieg in die Bundesliga: 2018

Nationalmannschaft
- Fußball-Afrikameisterschaft: 2017